# Derby (Automarke)

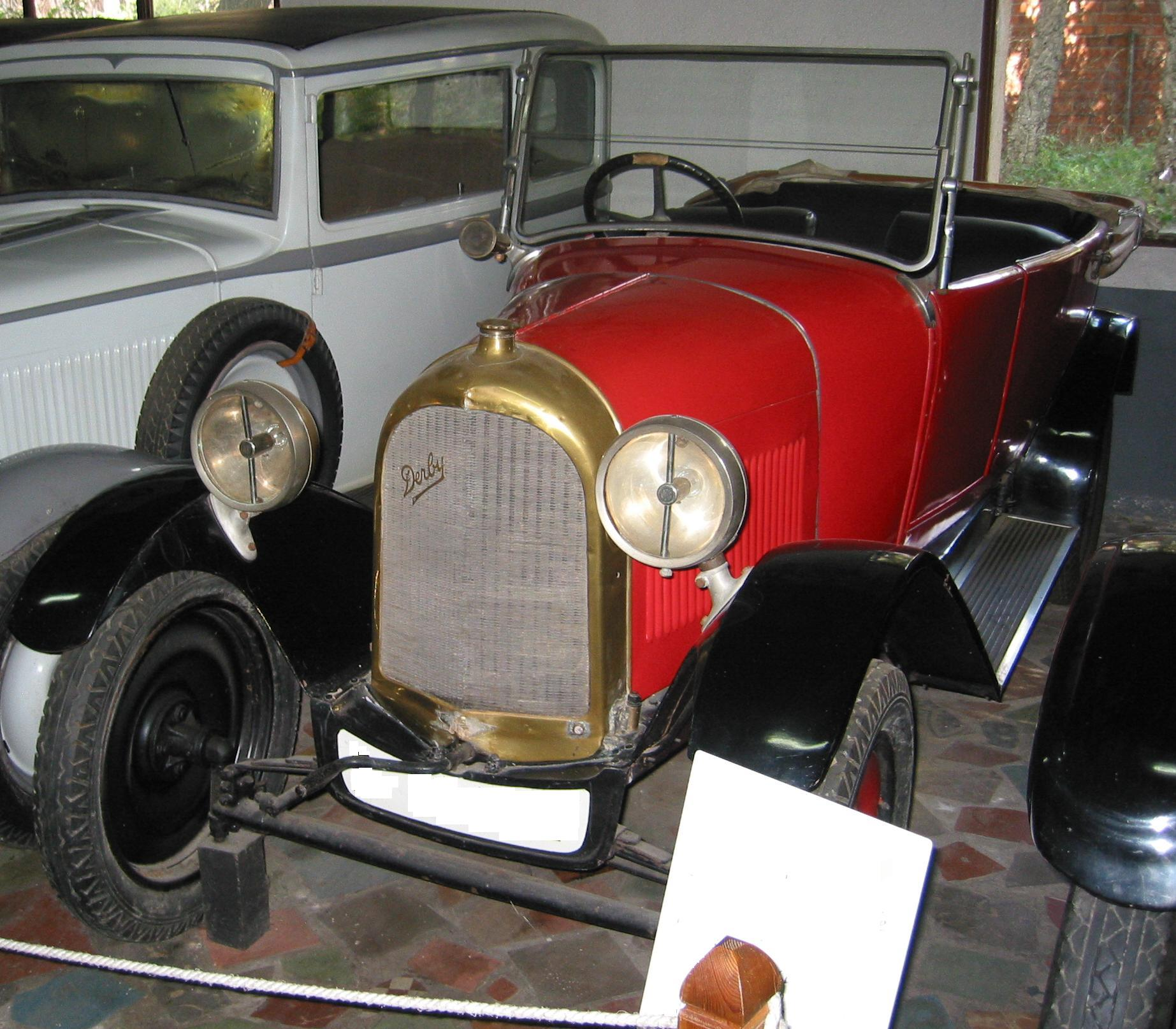
Derby Type D 2 von 1922

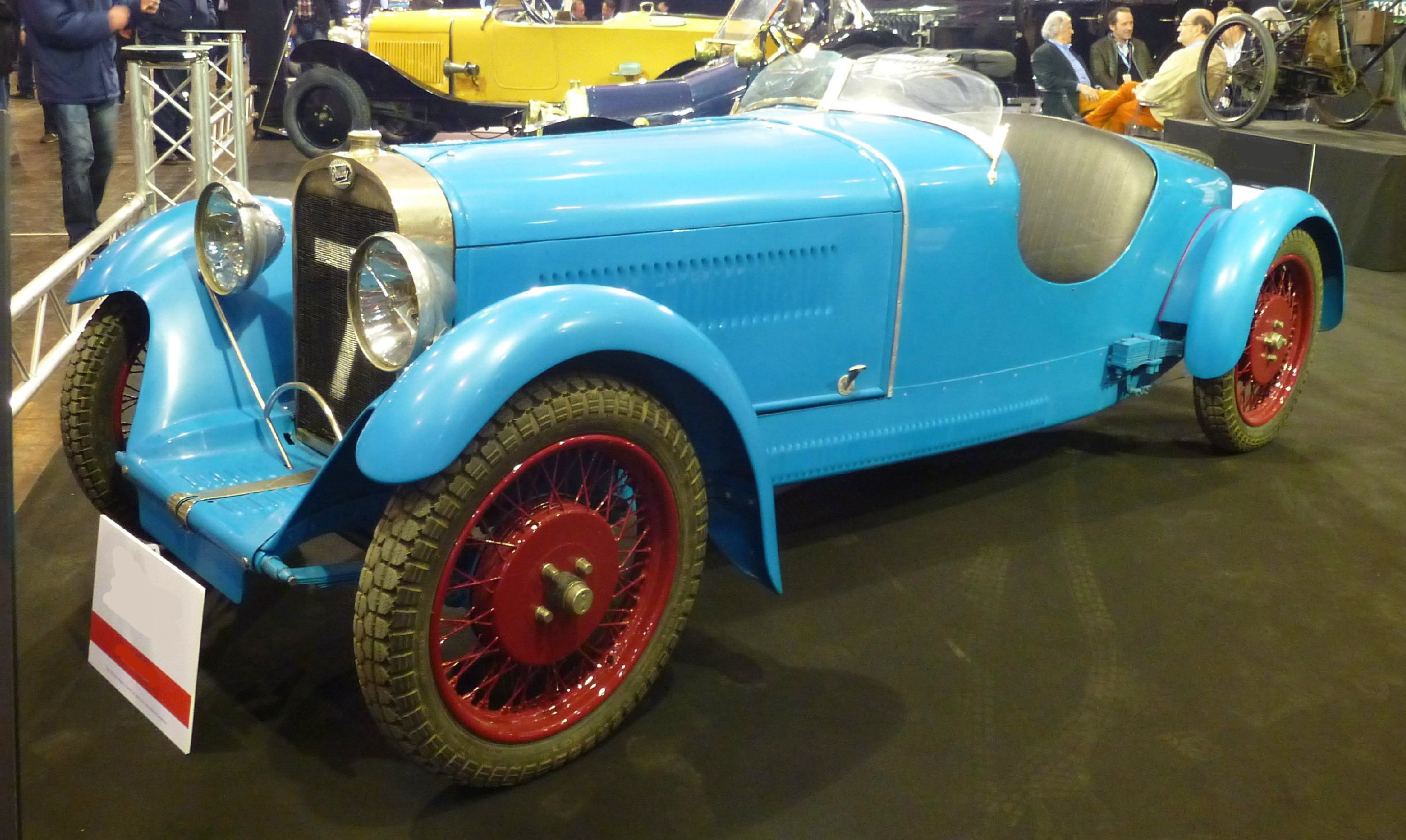
Derby Type K 4 von 1930

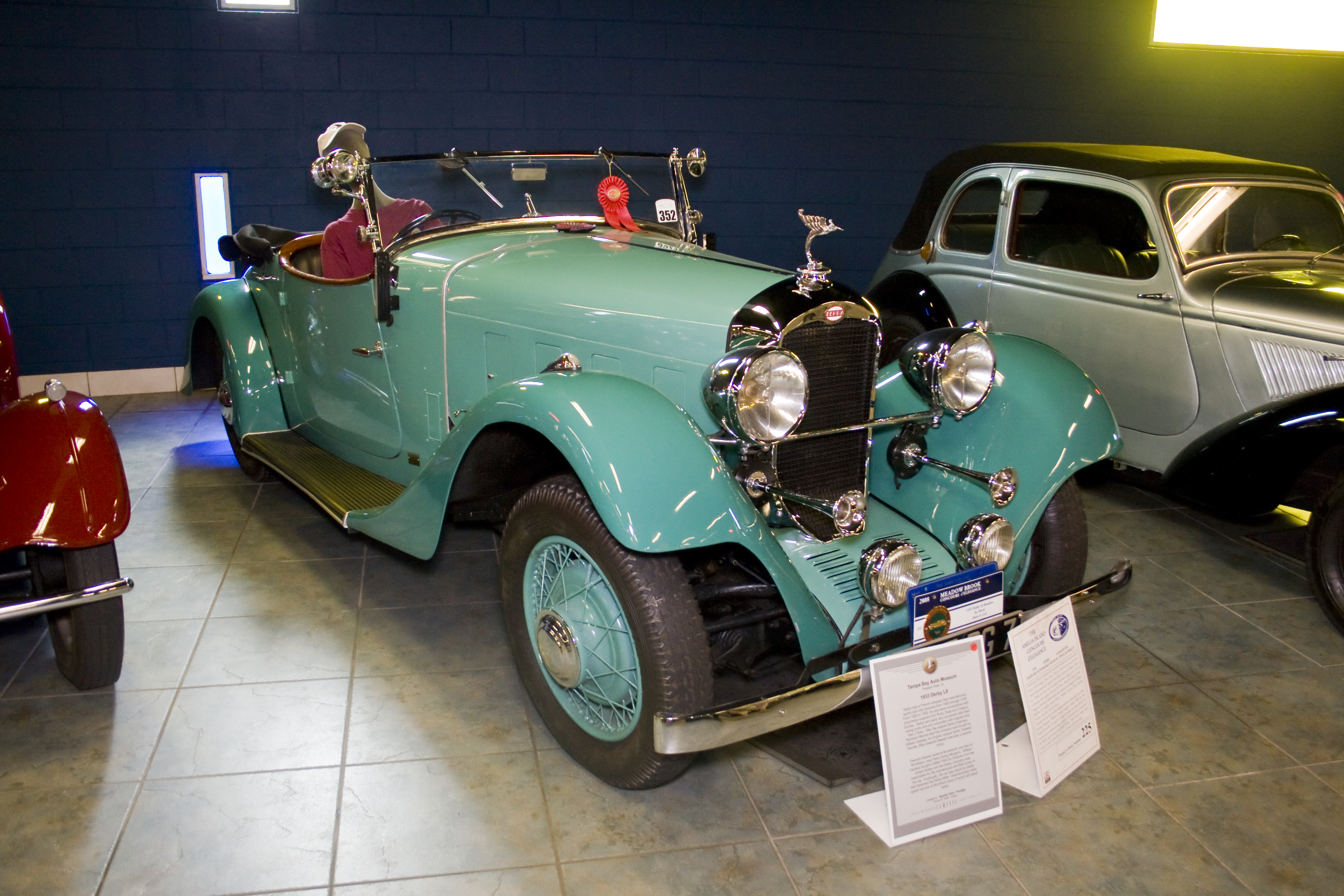
Derby Type L 8 von 1933

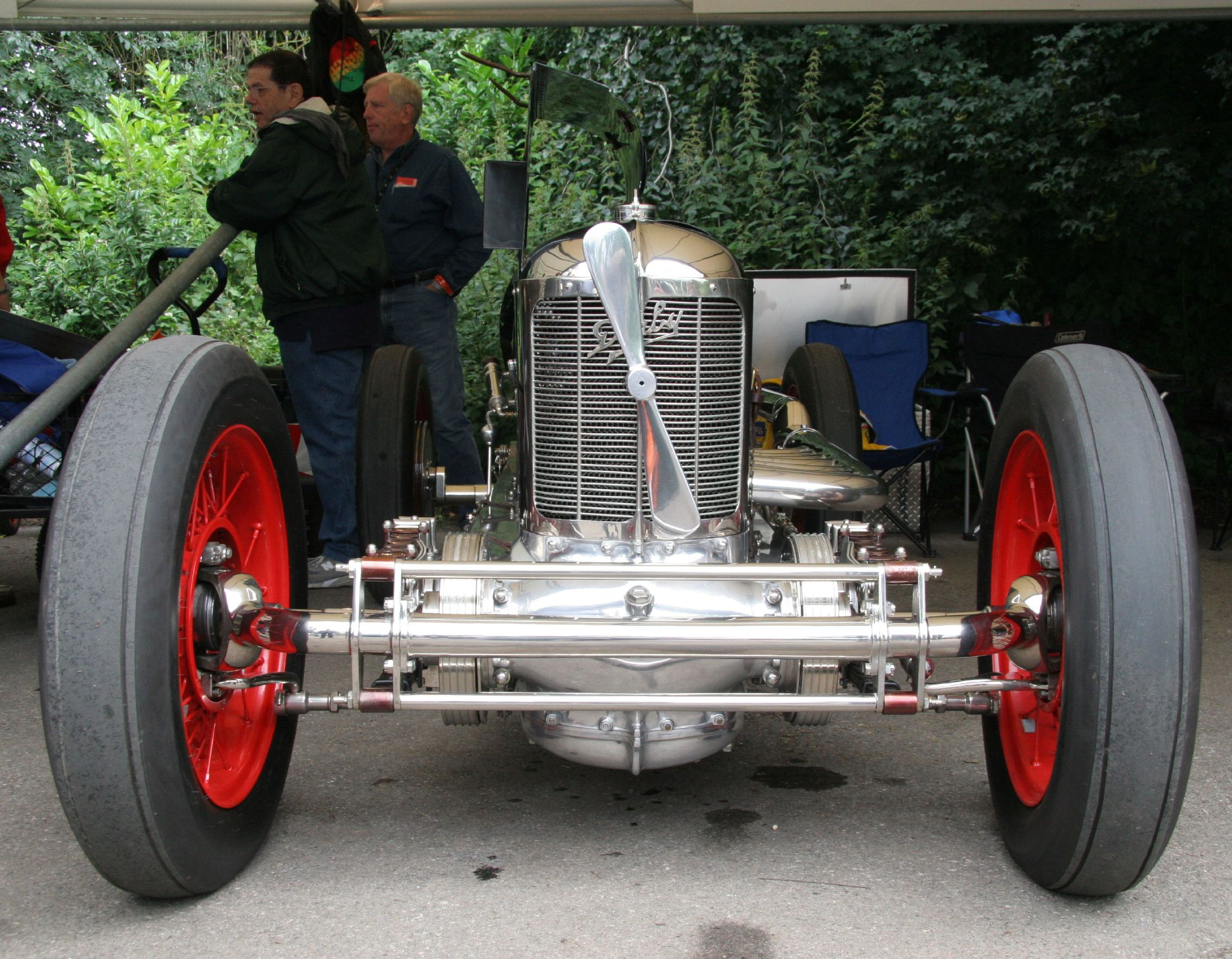
Derby-Miller

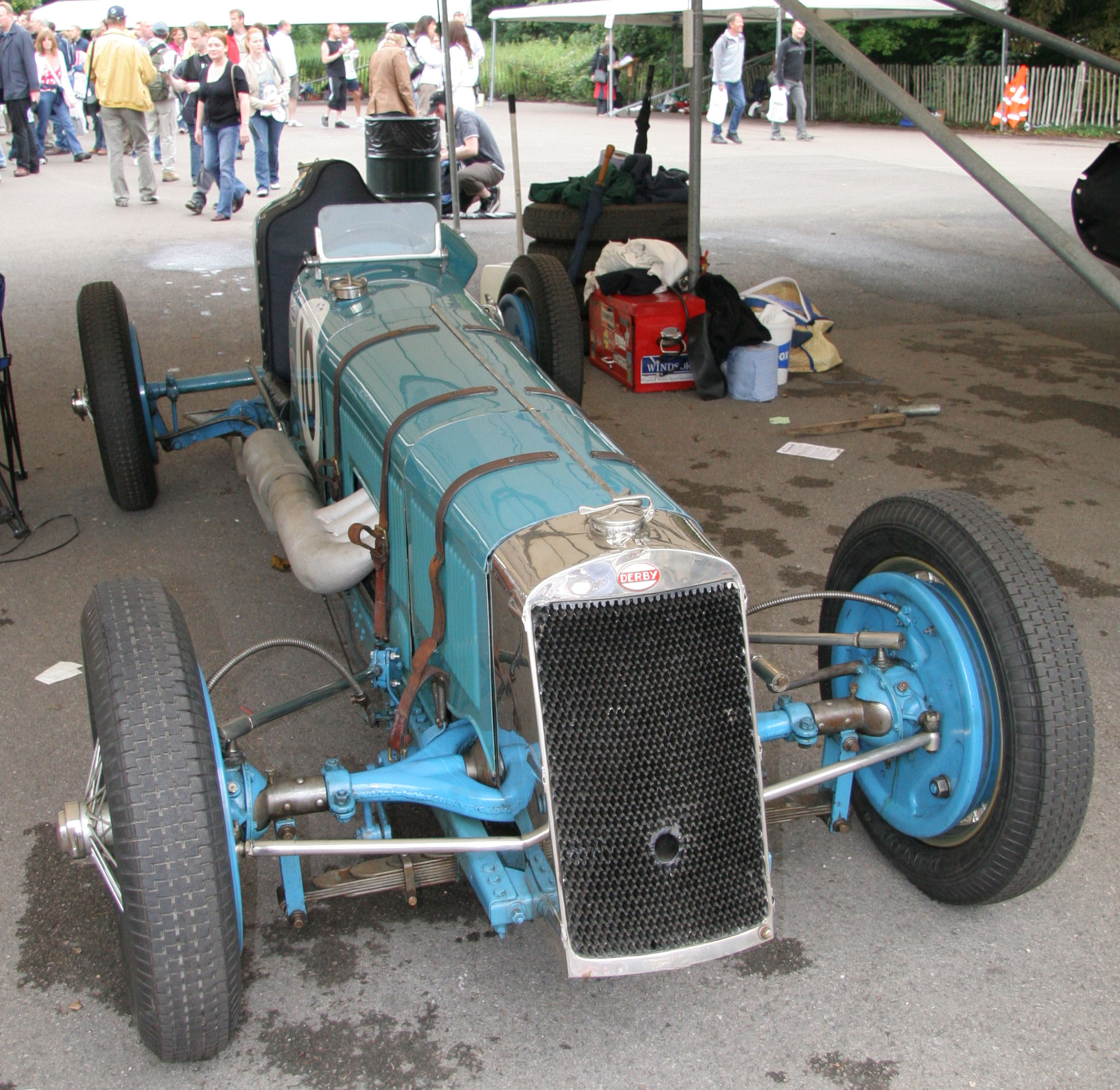
Derby-Maserati

Derby war eine französische Automarke.

## Établissements Bertrand Montet
Bernard Montet (1878–1928) und Georges Goëtt gründeten 1912 in Courbevoie das Unternehmen Établissements Bertrand Montet. Zunächst waren sie im Maschinenbaubereich tätig. Während des Ersten Weltkriegs spezialisierten sie sich auf Abschleppvorrichtungen. Danach nahmen sie den Handel mit ehemaligen Militärmotorrädern von Harley-Davidson auf.
1921 begann die Produktion von Automobilen. Als Markennamen wählten sie Derby, in Anlehnung an die Pferdeprüfung Derby. Möglicherweise gab es dafür ein separates Unternehmen namens Automobiles Derby, wie es auf einigen Broschüren und Typenschildern zu lesen ist. Im Oktober 1921 standen Fahrzeuge auf dem Pariser Autosalon. Goëtt war der Konstrukteur.
Für den Vertrieb im Vereinigten Königreich wurde für den Zeitraum von 1926/27 bis 1930 der Name Vernon-Derby gewählt. Vernon Balls war der britische Importeur.
Im Mai 1928 starb Montet. Sein Stellvertreter Goëtt leitete vorübergehend das Unternehmen. Anfang 1930 übernahm der britische Rennfahrer Douglas Hawkes das Unternehmen und wurde dabei finanziell von seinen Schwiegervater unterstützt. Im selben Jahr wurde die Fahrzeugproduktion nach Saint-Denis verlegt. Goëtt konzentrierte sich wieder auf die Abschleppvorrichtungen. Étienne Lepicard war nun der Konstrukteur.
Mangelnde Nachfrage führte 1936 zum Ende der Automobilproduktion.
Erst in den 1980er Jahren wurde auch das Unternehmen für die Abschleppvorrichtungen aufgelöst.

## Fahrzeuge
Das erste Modell Type D 2 vom Oktober 1921 war ein Cyclecar. Ein luftgekühlter V2-Motor von Harley-Davidson mit 998 cm³ Hubraum trieb die Fahrzeuge an. Das Fahrzeug wog 340 kg. Wegen des geringen Gewichts und des kleinen Hubraums von unter 1100 cm³ wurden die Fahrzeuge in Frankreich in die billige Cyclecar-Steuerklasse eingestuft.
Im Oktober 1922 erschien der Type D 3. Er war mit unterschiedlichen wassergekühlten Vierzylindermotoren von Chapuis-Dornier erhältlich. Bis Oktober 1923 hatte er 898 cm³ Hubraum ohne eine bekannte CV-Einstufung. Danach gab es bis Oktober 1926 den 6/8 CV mit 961 cm³ Hubraum und den 7/10 CV mit 1094 cm³ Hubraum. Die letztgenannte Ausführung wurde danach noch bis 1928 als 7 CV fortgeführt.
1924 stand kurzzeitig ein Einzylindermodell mit einem Einzylinder-Zweitaktmotor von Chapuis-Dornier mit 497 cm³ Hubraum im Sortiment.
Von Oktober 1926 bis 1927 gab es den 8 CV mit einem Vierzylindermotor und 1247 cm³ Hubraum.
Ein Jahr später wurden der 10 CV mit einem Vierzylindermotor, 1099 cm³ Hubraum und Kompressor sowie der 7 CV mit einem Sechszylindermotor und 1300 cm³ Hubraum angeboten.
Ab Oktober 1928 gab es den Type K 4 mit einem sogenannten Ruby-Motor von Godefroy et Levêque mit 1097 cm³ Hubraum sowie Type K 6 und Type L mit Sechszylindermotoren von CIME mit 1657 cm³ bzw. 1820 cm³ Hubraum.
Ein Jahr danach ergänzte der Type K 4 Turbo das Sortiment. Er hatte einen Ruby-Vierzylindermotor mit 1087 cm³ Hubraum und Kompressor.
Im Modelljahr 1930 standen nur Type K 4 und Type L zur Wahl.
Im Oktober 1931 wurden die bisherigen Modelle eingestellt. Mit dem Type L 2 erschien das erste Modell mit Frontantrieb. Es hatte ebenfalls einen Vierzylinder-Ruby-Motor mit 1097 cm³ Hubraum. Etwa sechs Fahrzeuge wurden in England hergestellt und erhielten einen Vierzylindermotor von Henry Meadows mit 1496 cm³ Hubraum.
Im Oktober 1933 kam der Type L 8 dazu. Er hatte einen V8-Motor mit 1991 cm³ Hubraum.
Außerdem gab es mit Derby-Miller und Derby-Maserati zwei Rennwagen.
Nur etwa 10 oder 50 Fahrzeuge dieser Marke existieren noch. Eine Zuordnung zu den einzelnen Typen ist teilweise schwierig. Beim Type D 3 sind vier Fahrzeuge aufgeführt, beim Type K 4 drei, beim Type L 2 zwei, beim Type L 8 eins, außerdem ein unbekannter Special im aufgelösten Musée Jean Tua und ein unbekannter Type GSEH sowie die beiden Rennwagen. Dazu kommen einige Vernon-Derby.

## Lizenzvergabe
Fabbrica Automobili Officine Trubetzkoy aus Mailand fertigte zwischen 1924 und 1926 Modelle in Lizenz und vermarktete sie als Fadin.